# Umm Ruman
Umm Rumman Zaynab bint 'Amir (m.628), conocida como Umm Rumman (en árabe أم رومان زينب بنت امير) fue una de las compañeras del profeta Mahoma. Era la segunda esposa de Abu Bakr as-Siddiq y la madre de Aisha bint Abi Bakr, la esposa favorita del profeta Mahoma. Su nombre significa "La madre de las granadas".

## Biografía
Zaynab creció en las Tihama de Arabia. Se casó con un joven de su tribu llamado Abd Alla ibn Harith y tuvieron tres hijos: Tufayl, Asmaa y Abd Allah.
En algún momento, Zaynab y su familia se trasladaron a vivir a La Meca, donde su marido se convirtió en compañero de Abu Bakr as-Siddiq, quien a su vez estaba casado con Qutaylah bint Abd al-Uzzá. Al poco tiempo, Zaynab se quedó viuda y sin apoyo. Al ver su precaria condición, Abu Bakr as-Siddiq se casó con ella. Más tarde tuvieron dos hijos:
- Aisha bint Abi Bakr, que se casó con Mahoma.

- Abd Al-Rahman ibn Abi Bakr.